# Mambo (CMS)
Mambo – internetowy system portalowy CMS typu Open Source. W wyniku konfliktu między właścicielem marki Mambo a znaczną grupą twórców, z Mambo wydzielił się projekt Joomla!. Powodem konfliktu była zmiana w licencji Mambo, która wprowadziła kilka istotnych ograniczeń do systemu. Istnieje również mniej rozbudowana wersja Mambo pod nazwą Limbo, która nie wymaga bazy danych MySQL.
Mambo do pracy potrzebuje Apache, PHP i MySQL.
System przestał być wspierany.